# Charles Boucher d'Orsay
Pour les articles homonymes, voir Boucher et D'Orsay.
Charles III Boucher d’Orsay (1641-1714), seigneur d'Orsay, est un magistrat français qui a laissé son nom au quai d'Orsay à Paris.

## Famille
La famille Boucher-d'Orsay est citée en 1238 et anoblie en 1397.
Arnoul Ier Boucher (mort en 1407), chevalier, seigneur de Méry-sur-Oise, du Mesnil-Blondel et de Piscop, est Trésorier de France en 1398.
Bureau Boucher (mort en 1461), fils du précédent, chevalier, seigneur de Piscop, Premier conseiller au Parlement de Paris, est seigneur d'Orsay du chef de sa femme, Gillette Raguier, dame d’Orsay.
Cette famille s'éteint à la mort de Charles V Boucher d'Orsay (1720-1741), marquis d'Orsay.

## Biographie
Conseiller au Parlement de Paris comme son père, Charles III Boucher d'Orsay fut pourvu de la charge de prévôt des marchands de Paris de 1700 à 1708, succédant à Claude Bosc.
De 1700 à 1708, il est maître des requêtes, intendant de justice, police et finances du Dauphiné.
Nommé par la suite conseiller d'État, il meurt le 1er juin 1714.
Il a donné son nom au quai d'Orsay (Paris), qu'il a fait construire.

## Descendance
Un seul de ses fils, Charles IV Boucher d’Orsay(1676-1730), marquis d'Orsay, aura un fils : Charles V Boucher d'Orsay (1720-1741), marquis d'Orsay, capitaine de cavalerie au Régiment d'Aumont, meurt non marié le 8 janvier 1741 à 21 ans. Après celui-ci, la seigneurie d'Orsay sera rachetée par Pierre Grimod du Fort (1741).

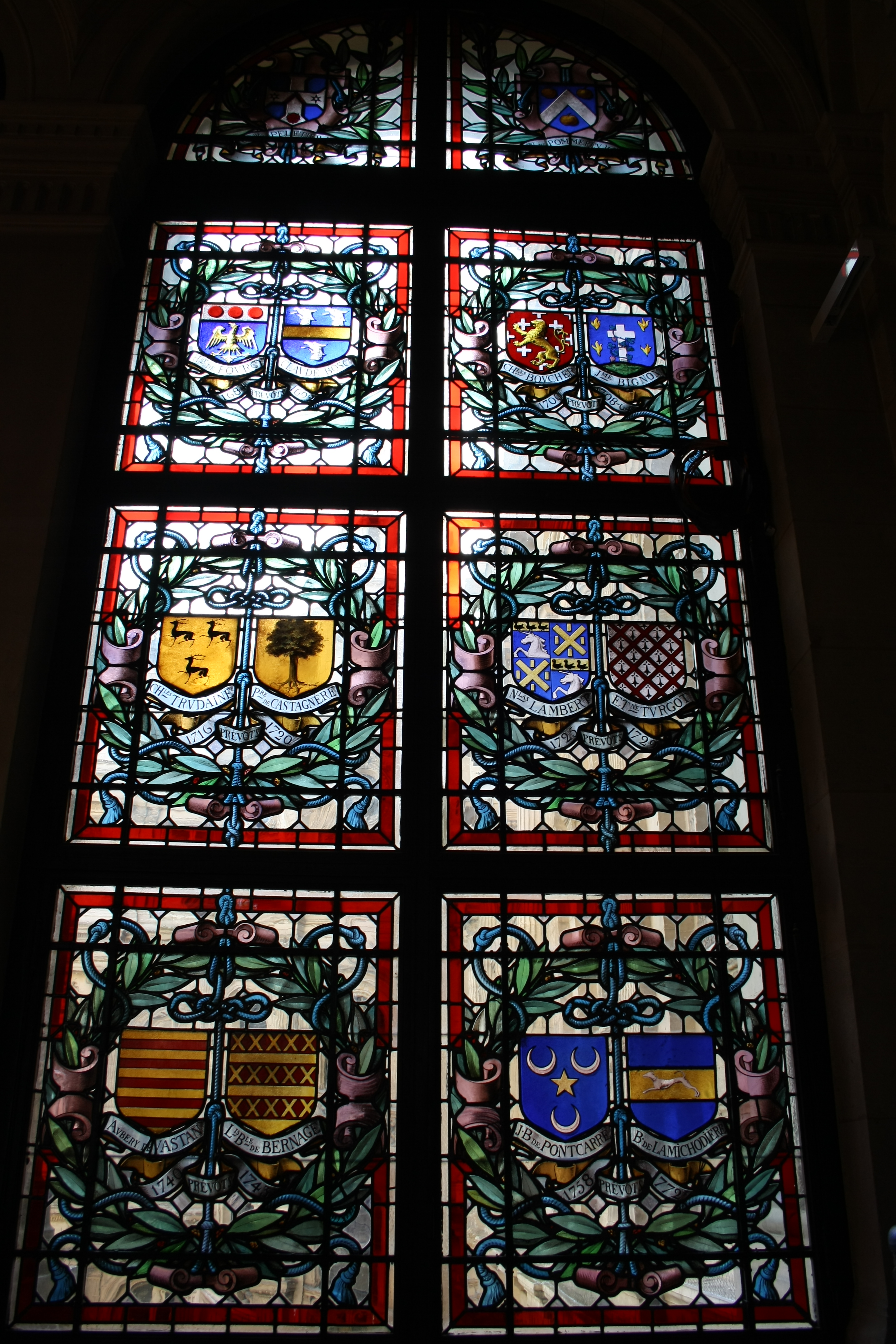
Armoiries de la famille Charles Boucher d'Orsay (Hôtel de ville de Paris).

## Armoiries
La famille Boucher-d'Orsay porte : De gueules, semé de croisettes d’argent, au lion d’or brochant sur le tout.

## Source
- Michel Popoff, Prosopographie des gens du Parlement de Paris (1266-1753), 1996.